# Rambah Tengah Utara
Rambah Tengah Utara is een bestuurslaag in het regentschap Rokan Hulu van de provincie Riau, Indonesië. Rambah Tengah Utara telt 3106 inwoners (volkstelling 2010).